# Raphidotheca marshallhalli
Raphidotheca marshallhalli är en svampdjursart som först beskrevs av William Saville-Kent 1870.  Raphidotheca marshallhalli ingår i släktet Raphidotheca, och familjen Mycalidae. Arten är reproducerande i Sverige.